# (132719) Lambey
(132719) Lambey est un astéroïde de la ceinture principale.

## Description
(132719) Lambey est un astéroïde de la ceinture principale. Il fut découvert le 1er août 2002 dans le Parc national des Cévennes par l'Observatoire des Pises. Il présente une orbite caractérisée par un demi-grand axe de 2,57 UA, une excentricité de 0,23 et une inclinaison de 3,4° par rapport à l'écliptique.

## Compléments